# Reducció objectiva orquestrada
La reducció objectiva orquestrada (Orch OR), també coneguda com a Teoria Penrose-Hameroff, és una teoria molt controvertida que postula que la consciència s'origina a nivell quàntic dins les neurones, en lloc de ser un producte de connexions neuronals. Considera que el mecanisme és un procés quàntic anomenat reducció objectiva que està orquestrat per estructures cel·lulars anomenades microtúbuls. Es proposa que la teoria pugui respondre al problema difícil de la consciència i proporcionar un mecanisme per determinar el lliure albir. La hipòtesi va ser proposada per primera vegada a principis dels anys noranta pel premi Nobel de física Roger Penrose i l'anestesiòleg Stuart Hameroff. La hipòtesi combina enfocaments de la biologia molecular, la neurociència, la farmacologia, la filosofia, la teoria de la informació quàntica i la gravetat quàntica.
Si bé les teories més generalment acceptades afirmen que la consciència sorgeix a mesura que augmenta la complexitat dels càlculs realitzats per les neurones cerebrals, Orch OR planteja que la consciència es basa en un processament quàntic no computable realitzat per qubits formats col·lectivament en microtúbuls cel·lulars, un procés significativament amplificat a les neurones. Els qubits es basen en dipols oscil·lants que formen anells de ressonància superposats en vies helicoïdals a través de les xarxes de microtúbuls. Les oscil·lacions són elèctriques, a causa de la separació de càrrega de les forces de dispersió de London, o magnètiques, a causa de l'espin d'electrons, i possiblement també a causa dels espins nuclears (que poden romandre aïllats durant períodes més llargs) que es produeixen en rangs de freqüències de gigahertz, megahertz i kilohertz. L'orquestració fa referència al procés hipotètic pel qual les proteïnes connectives, com les proteïnes associades a microtúbuls (MAP), influeixen o orquestren la reducció de l'estat de qubit modificant la separació espai-temps dels seus estats superposats. Aquest últim es basa en la teoria del col·lapse objectiu de Penrose per interpretar la mecànica quàntica, que postula l'existència d'un llindar objectiu que governa el col·lapse dels estats quàntics, relacionat amb la diferència de la curvatura espai-temps d'aquests estats en l'estructura a escala fina de l'univers.
La Reducció objectiva orquestrada ha estat criticada des dels seus inicis per matemàtics, filòsofs, i científics. La crítica es concentra en tres qüestions: la interpretació de Penrose del teorema de Gödel; el raonament abductiu de Penrose que vincula la no-computabilitat amb els esdeveniments quàntics; i la inadequació del cervell per acollir els fenòmens quàntics requerits per la teoria, ja que es considera massa "càlid, humit i sorollós" per evitar la decoherència quàntica.

## Bases teòriques

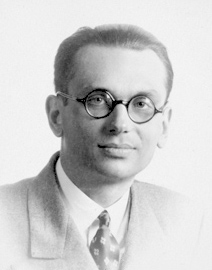
El lògic Kurt Gödel

El 1931, el matemàtic i lògic Kurt Gödel va demostrar que qualsevol teoria generada eficaçment capaç de demostrar l'aritmètica bàsica no pot ser alhora coherent i completa. En altres paraules, una teoria matemàticament sòlida no té els mitjans per demostrar-se. En el seu primer llibre sobre la consciència, The Emperor's New Mind (1989), Roger Penrose va argumentar que recentment s'havien proposat declaracions equivalents a "proposicions de tipus Gödel".
Parcialment en resposta a l'argument de Gödel, l'argument de Penrose–Lucas deixa oberta la qüestió de la base física del comportament no computable. La majoria de les lleis físiques són computables i, per tant, algorítmiques. Tanmateix, Penrose va determinar que el col·lapse de la funció d'ona era un candidat principal per a un procés no computable. En mecànica quàntica, les partícules es tracten de manera diferent als objectes de la mecànica clàssica. Les partícules es descriuen per funcions d'ona que evolucionen segons l'equació de Schrödinger. Les funcions d'ona no estacionàries són combinacions lineals dels estats propis del sistema, un fenomen descrit pel principi de superposició. Quan un sistema quàntic interacciona amb un sistema clàssic, és a dir, quan es mesura un observable, el sistema sembla col·lapsar -se a un estat propi aleatori d'aquest observable des d'un punt de vista clàssic.
Si el col·lapse és realment aleatori, cap procés o algorisme pot predir de manera determinista el seu resultat. Això va proporcionar a Penrose un candidat per a la base física del procés no computable que ell plantejava que existia al cervell. Tanmateix, no li agradava la naturalesa aleatòria del col·lapse induït pel medi ambient, ja que l'atzar no era una base prometedora per a la comprensió matemàtica. Penrose va proposar que els sistemes aïllats encara podrien patir una nova forma de col·lapse de la funció d'ona, que va anomenar reducció objectiva (OR).
Penrose va intentar conciliar la relativitat general i la teoria quàntica utilitzant les seves pròpies idees sobre la possible estructura de l'espai-temps. Va suggerir que a l'escala de Planck l'espai-temps corbat no és continu, sinó discret. A més, va postular que cada superposició quàntica separada té el seu propi tros de curvatura espai-temps, una ampolla en l'espai-temps. Penrose suggereix que la gravetat exerceix una força sobre aquestes butllofes espacials, que es tornen inestables per sobre de l'escala de Planck de {\displaystyle 10^{-35}{\text{m}}} i col·lapsen a només un dels estats possibles. El llindar aproximat de l'OR ve donat pel principi d'indeterminació de Penrose:
{\displaystyle \tau \approx \hbar /E_{G}}
on:
- {\displaystyle \tau } és el temps fins que es produeix l'OR,
- {\displaystyle E_{G}} és l'autoenergia gravitatòria o el grau de separació espai-temps donat per la massa superposada, i
- {\displaystyle \hbar } és la constant de Planck reduïda.

Així, com més gran sigui la massa-energia de l'objecte, més ràpid patirà OR i viceversa. Els objectes mesoscòpics podrien col·lapsar-se en una escala de temps rellevant per al processament neuronal.
Una característica essencial de la teoria de Penrose és que l'elecció dels estats quan es produeix la reducció objectiva no se selecciona ni aleatòriament (com ho són les opcions després del col·lapse de la funció d'ona) ni algorítmicament. Més aviat, els estats són seleccionats per una influència "no computable" integrada a l'escala de Planck de la geometria de l'espai-temps. Penrose va afirmar que aquesta informació és platònica, doncs representa veritats matemàtiques pures, que es relaciona amb les idees de Penrose sobre els tres mons: el físic, el mental i el món matemàtic platònic. Al seu llibre Shadows of the Mind (1994) Penrose indica breument que aquest món platònic també podria incloure valors estètics i ètics, però no es compromet amb aquesta hipòtesi addicional.
L'argument Penrose-Lucas va ser criticat per matemàtics, informàtics, i filòsofs, i el consens entre els experts en aquests camps és que l'argument falla, amb diferents autors que ataquen diferents aspectes de l'argument. Minsky va argumentar que com que els humans poden creure que les idees falses són certes, la comprensió matemàtica humana no ha de ser coherent i la consciència pot tenir fàcilment una base determinista. Feferman va argumentar que els matemàtics no progressen per la recerca mecanicista a través de proves, sinó per raonament d'assaig i error, visió i inspiració, i que les màquines no comparteixen aquest enfocament amb els humans.

## Orch OR
Penrose va descriure un predecessor d'Orch OR a The Emperor's New Mind, abordant el problema des d'un punt de vista matemàtic i en particular el teorema de Gödel, però no tenia una proposta detallada sobre com es podrien implementar els processos quàntics al cervell. StuartHameroff va treballar per separat en la investigació del càncer i l'anestèsia, cosa que li va obrir l'interès pels processos cerebrals. Hameroff va llegir el llibre de Penrose i li va suggerir que els microtúbuls dins de les neurones eren uns candidats adequats per al processament quàntic i, al capdavall, per a la consciència. Al llarg de la dècada de 1990, els dos van col·laborar en la teoria Orch OR, que Penrose va publicar a Shadows of the Mind (1994).
La contribució de Hameroff a la teoria va derivar del seu estudi del citoesquelet neural, i particularment dels microtúbuls. A mesura que la neurociència ha avançat, el paper del citoesquelet i els microtúbuls ha adquirit més importància. A més de proporcionar suport estructural, les funcions dels microtúbuls inclouen el transport axoplasmàtic i el control del moviment, creixement i forma de la cèl·lula.
La teoria Orch OR combina l'argument de Penrose-Lucas amb la hipòtesi de Hameroff sobre el processament quàntic als microtúbuls. Proposa que quan els condensats al cervell pateixen una reducció objectiva de la funció d'ona, el seu col·lapse connecta la presa de decisions no computacionals amb experiències incrustades en la geometria fonamental de l'espai-temps. La teoria proposa a més que els microtúbuls influeixen i estan influenciats per l'activitat convencional a les sinapsis entre neurones.

### Computació en microtúbuls

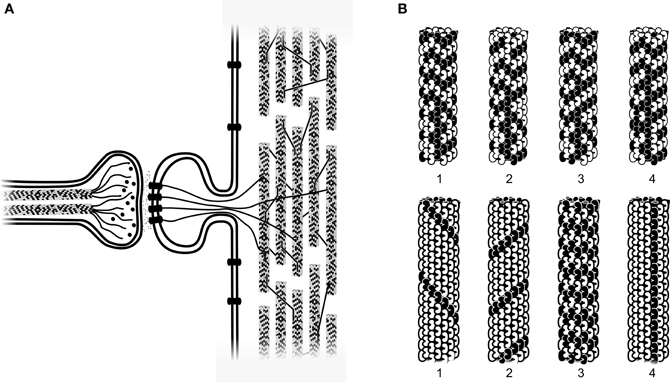
A: Un terminal axó allibera neurotransmissors a través d'una sinapsi i són rebuts pels microtúbuls de la columna vertebral dendrítica d'una neurona.
B: Les tubulines de microtúbuls simulades canvien d'estat.

Hameroff va proposar que els microtúbuls eren uns candidats adequats per al processament quàntic. Els microtúbuls estan formats per subunitats de proteïna tubulina. Els dímers de proteïnes de tubulina dels microtúbuls tenen butxaques hidròfobes que poden contenir electrons π deslocalitzats. La tubulina té altres regions no polars més petites, per exemple 8 triptòfans per tubulina, que contenen anells d'indol rics en electrons π distribuïts per tota la tubulina amb separacions d'aproximadament 2 nanòmetres. Hameroff afirma que això és una distància prou petita com per facilitar que els electrons de la tubulina π s'entrellacin quànticament. Durant l'entrellaçament, els estats de les partícules es correlacionen de manera inseparable.
Hameroff va suggerir originalment, a la revista minoritària Journal of Cosmology, que els electrons de la subunitat de tubulina formarien un condensat de Bose-Einstein. Després va proposar un condensat de Frohlich, una hipotètica oscil·lació coherent de molècules dipolars. Tanmateix, això també va ser rebutjat pel grup de Reimers. Hameroff i Penrose van discutir aquesta conclusió, argumentant que el model de microtúbuls de Reimers estava sobresimplificat.
Hameroff va proposar aleshores que els condensats dels microtúbuls d'una neurona es poden enllaçar amb els condensats de microtúbuls d'altres neurones i amb cèl·lules glials a través de les unions comunicants de les sinapsis elèctriques. Hameroff va proposar que la bretxa entre les cèl·lules és prou petita per deixar que els objectes quàntics puguin travessar-la, permetent-los estendre's per una gran àrea del cervell. A més, va postular que l'acció d'aquesta activitat quàntica a gran escala és la font d'Ones gamma de 40Hz, basant-se en la teoria molt menys controvertida que les unions comunicants estan relacionades amb l'oscil·lació gamma.

### Resultats experimentals relacionats

#### Superradiància
En un estudi del qual va formar part Hameroff, Jack Tuszyński de la Universitat d'Alberta va demostrar que els anestèsics acceleren la durada d'un procés anomenat luminescència retardada, en què els microtúbuls i les tubulines re-emeten llum atrapada. Tuszyński sospita que el fenomen té un origen quàntic, amb la superradiància que s'està investigant com una possibilitat. En un estudi posterior, es va confirmar que la superradiància es produeix en xarxes de triptòfans, que es troben als microtúbuls. Jack Tuszyński va declarar al New Scientist: «No estem al nivell d'interpretar això fisiològicament;i dir 'I tant, aquí és on comença la consciència', però podria ser.»
L'any 2024, un estudi anomenat Ultraviolet Superradiance of Mega-Networks of Tryptophan in Biological Architectures, el resultat del qual es va publicar a The Journal of Physical Chemistry Letters, va confirmar l'efecte quàntic anomenat superradiància en grans xarxes de triptòfans, que es troben als microtúbuls. Les grans xarxes de triptòfans són un entorn càlid i sorollós, en el qual normalment no s'espera que es produeixin efectes quàntics. Els resultats de l'estudi es van predir primer teòricament i després van ser confirmats experimentalment pels investigadors. Majed Chergui, que va dirigir l'equip experimental, va dir: «És un resultat preciós. Va necessitar una aplicació molt precisa i acurada dels mètodes estàndard d'espectroscòpia de proteïnes, però guiats per les prediccions teòriques dels nostres col·laboradors, vam poder confirmar una signatura impressionant de superradiància en un sistema biològic a escala de micres.» Marlan Scully, un físic conegut pel seu treball en el camp de l'òptica quàntica teòrica, va dir: «Sens dubte, examinarem de prop les implicacions dels efectes quàntics en els sistemes vius durant els propers anys.» L'estudi afirma: «en analitzar l'acoblament amb el camp electromagnètic de megaxarxes de triptòfans presents en aquestes arquitectures biològicament rellevants, trobem l'aparició d'efectes òptics quàntics col·lectius, és a dir, modes propis superradiants i subradiants (...) el nostre treball demostra que les excitacions UV col·lectives i cooperatives en megaxarxes de triptòfans donen suport a estats quàntics robusts en agregats de proteïnes, amb conseqüències observades fins i tot en condicions d'equilibri tèrmic.»

#### Teoria de la vibració quàntica dels microtúbuls de l'acció anestèsica
En un experiment, Gregory D. Scholes i Aarat Kalra de la Universitat de Princeton van utilitzar làsers per excitar molècules dins de les tubulines, fent que una excitació prolongada es difongués a través dels microtúbuls més lluny del que s'esperava, cosa que no es va produir quan es va repetir sota anestèsia. Tanmateix, els resultats de la difusió s'han d'interpretar amb cura, ja que fins i tot la difusió clàssica pot ser molt complexa a causa de l'ampli rang d'escales de longitud a l'espai extracel·lular ple de líquid.
A concentracions elevades (~5 de concentració al solar mínima, o MAC) l'halotà de gas anestèsic provoca la despolimerització reversible dels microtúbuls. Però aquest no pot ser el mecanisme d'acció anestèsica, perquè l'anestèsia humana es realitza a 1 MAC. En aquest sentit, és important tenir en compte que ni Penrose ni Hameroff han afirmat mai que la despolimerització sigui el mecanisme d'acció de ORCH OR. A ~ 1 MAC d'halotà, es van informar de canvis menors en l'expressió de la proteïna de tubulina (~ 1,3 vegades) a les neurones corticals primàries després de l'exposició a halotà i isoflurà no són proves que la tubulina interaccioni directament amb anestèsics generals, sinó que mostren que les proteïnes que controlen la producció de tubulina són possibles objectius anestèsics. Un estudi proteòmic addicional informa que l'halotà de 0,5 mM [ 14C ] s'uneix als monòmers de tubulina juntament amb tres dotzenes d'altres proteïnes. A més, s'ha informat de la modulació de l'estabilitat dels microtúbuls durant l'anestèsia general d'antracè de capgrossos. L'estudi anomenat La modulació directa de l'estabilitat dels microtúbuls contribueix a l'anestèsia general antracè afirma que proporciona "evidència forta que la desestabilització dels microtúbuls neuronals proporciona un camí per aconseguir l'anestèsia general".
Com poden afectar els anestèsics als microtúbuls per causar pèrdua de consciència? Una teoria molt controvertida presentada a mitjans dels anys 1990s per Stuart Hameroff i Sir Roger Penrose postula que la consciència es basa en vibracions quàntiques en tubulina/microtúbuls dins de les neurones cerebrals. El modelatge per ordinador de l'estructura atòmica de la tubulina va trobar que les molècules de gas anestèsic s'uneixen adjacents als anells aromàtics d'aminoàcids d'electrons π no polars i que les oscil·lacions col·lectives de dipol quàntic entre tots els anells de ressonància d'electrons π de cada tubulina mostraven un espectre amb un pic de mode comú a 613 T Hz. La presència simulada de 8 gasos anestèsics diferents va abolir el pic de 613 THz, mentre que la presència de 2 gasos no anestèsics diferents no va afectar el pic de 613 THz, a partir del qual es va especular que aquest pic de 613 THz en microtúbuls podria estar relacionat amb la consciència i l'acció anestèsica.
Un altre estudi del qual Stuart Hameroff va formar part afirma que "les molècules anestèsiques poden afectar la transferència d'energia de ressonància π i el salt d'excitons als" canals quàntics "d'anells de triptòfan de la tubulina i, per tant, tenen en compte l'acció selectiva dels anestèsics sobre la consciència i la memòria".

## Crítica
La teoria Orch OR ha estat criticada tant per físics com per neurocientífics, que consideren que és un model pobre de fisiologia cerebral. L'Orch OR també ha estat criticada per no tenir prou poder explicatiu. La filòsofa Patricia Churchland ha escrit que "la pols de pixie a les sinapsis és tan poderosa explicativament com la coherència quàntica als microtúbuls".
El filòsof australià David Chalmers argumenta en contra de la noció de consciència quàntica. En canvi, proposa que la mecànica quàntica pot relacionar-se amb la consciència dualista. Chalmers és escèptic que qualsevol nova física pugui resoldre el difícil problema de la consciència. Argumenta que les teories quàntiques de la consciència pateixen la mateixa debilitat que les teories més convencionals. De la mateixa manera que argumenta que no hi ha cap raó particular per la qual característiques físiques macroscòpiques particulars del cervell haurien de donar lloc a la consciència, també pensa que no hi ha cap raó particular per la qual creure que una característica quàntica particular, com el camp EM del cervell, hauria de donar lloc a la consciència.

### Decoherència en els éssers vius
L'any 2000 Max Tegmark va afirmar que qualsevol sistema quàntic coherent del cervell patiria un col·lapse efectiu de la funció d'ona a causa de la interacció ambiental molt abans que pogués influir en els processos neuronals (l'argument "càlid, humit i sorollós", com es va conèixer més tard). Va determinar que l'escala de temps de decoherència de l'entrellat de microtúbuls a temperatures cerebrals era de l'ordre de femtosegons, massa breu per al processament neuronal. Christof Koch i Klaus Hepp també van coincidir que la coherència quàntica no juga o no necessita tenir cap paper important en la neurofisiologia. Koch i Hepp van concloure que "La demostració empírica de bits quàntics lentament decoherents i controlables en neurones connectades per sinapsis elèctriques o químiques, o el descobriment d'un algorisme quàntic eficient per a càlculs realitzats pel cervell, faria molt per treure aquestes especulacions del" llunyà' al simple 'molt improbable'".

### Neurociència
Tot i que Hameroff escriu sovint que "una neurona cerebral típica té aproximadament 107 tubulines”, aquesta xifra és una pressumpció de Hameroff, que no s'ha d'atribuir aYu i Baas. Hameroff aparentment va entendre malament que Yu i Baas realment "van reconstruir les matrius de microtúbuls (MT) d'un axó de 56 μm a partir d'una cèl·lula que havia tingut una diferenciació d'axó" i que aquest axó reconstruït "contenia 1430 MTs ... i la longitud total de MT era de 5750 μm". Un càlcul directe mostra que 107 tubulines (per ser exactes 9,3 × 10 6 tubulines) corresponen a aquesta longitud MT de 5750 μm dins de l'axó de 56 μm.
Orch OR també requeria unions gap entre neurones i cèl·lules glials, però Binmöller et al. va demostrar el 1992 que aquests no existeixen al cervell adult. La investigació in vitro amb cultius neuronals primaris mostra evidències de l'acoblament electrotònic (unió bretxa) entre neurones immadures i astròcits obtinguts d'embrions de rata extrets prematurament mitjançant cesària ; tanmateix, l'afirmació Orch OR és que les neurones madures s'acoblen electrotònicament als astròcits del cervell adult. Per tant, Orch OR contradiu el desacoblament electrotònic ben documentat de les neurones dels astròcits en el procés de maduració neuronal, que afirma Fróes et al. de la següent manera: "la comunicació d'unió pot proporcionar interconnexions metabòliques i electrotòniques entre xarxes neuronals i astrocítiques en les primeres etapes del desenvolupament neuronal i aquestes interaccions es debiliten a mesura que avança la diferenciació".
S'han ofert altres crítiques basades en la biologia, inclosa la manca d'explicació per a l'alliberament probabilístic de neurotransmissor dels terminals axons presinàptics i un error en el nombre calculat de dímers de tubulina per neurona cortical.
El 2014, Penrose i Hameroff van publicar respostes a algunes crítiques i revisions a moltes de les hipòtesis secundàries de la teoria, tot conservant la hipòtesi bàsica.